# Wilson Borja
Wilson Alfonso Borja Díaz (Cartagena de Indias, 29 de agosto de 1952 - Bogotá, 5 de agosto de 2024), fue un Ingeniero Civil, político y sindicalista colombiano. 
Fue elegido por votación popular como representante a la Cámara en las elecciones de 2002 y de 2006.

## Biografía
A lo largo de su vida hizo parte de diferentes iniciativas políticas de izquierda, como el Partido Comunista Colombiano, la Unión Patriótica, en 2010. Apoyo en el Frente Social y Político y en 2011 en el Polo Democrático Alternativo. Ocupó durante varios años la presidencia de FENALTRASE (Federación Nacional de trabajadores al servicio del Estado); y sostuvo vínculos con la CUT y la USO.
A lo largo de su vida, fue negociador de paz en el conflicto armado en Colombia, siendo el representante del sector sindical en las negociaciones entre el gobierno de Andrés Pastrana y el grupo Insurgente ELN, en La Habana, Cuba.

## Atentados contra su vida
Fue víctima de varios atentados en contra de su vida, por su militancia política y su labor sindicalista. En diciembre de 2000 fue víctima de un atentado en el que resultó herido; por estos hechos fue condenado a 27 años y 9 meses de prisión el mayor del Ejército César Maldonado Vidales quien actuó en complicidad con grupos paramilitares.
Luego del atentado decide incursionar en la política electoral presentado su candidatura a la Cámara de Representantes por Bogotá en las elecciones de 2002 en representación del Frente Social y Político; resultó elegido con un total de 32.028 votos. En las elecciones de 2006 fue elegido por segunda vez con 28.403 votos. Para las elecciones de 2010 postuló su nombre al Senado, pero no obtuvo votación suficiente para alcanzar una curul.
Siendo representante a la Cámara por Bogotá, defendió proyectos de ley en defensa de los derechos de los trabajadores y ejerció oposición a las políticas del entonces presidente de Colombia, Álvaro Uribe Vélez.

## Investigaciones
En 2008 la Corte Suprema de Justicia inició en contra de Borja una investigación por farcpolítica, luego de que la Fiscalía hallara su nombre en los computadores de Raúl Reyes. Sin embargo la Corte, al considerar que la recolección de los computadores del extinto líder de las FARC se dio de forma irregular y al no hallar ninguna prueba válida sobre la supuesta relación entre Borja y el grupo guerrillero, absolvió al líder sindicalista en mayo de 2011.

## Fallecimiento
Falleció en Bogotá en agosto de 2024 tras batallar contra un cáncer de médula.